# Thomisus magaspangus
Thomisus magaspangus es una especie de araña cangrejo del género Thomisus, familia Thomisidae. Fue descrita científicamente por Barrion, Barrion-Dupo & Heong en 2013.

## Distribución
Esta especie se encuentra en China (Hainan).